# Faculté des lettres et des sciences humaines Ain Chock
 (avril 2016).
La faculté des lettres et des sciences humaines Ain Chock (en arabe: كلية الآداب والعلوم الإنسانية عين الشق), fondée le 27 octobre 1981, fut la première faculté de lettres de Casablanca au Maroc et le troisième établissement de l'université Hassan II.

## Formations dispensées

### Formations de licence fondamentale
La faculté des lettres et des sciences humaines Ain Chock offre 13 formations de licence fondamentale :
| Formations de licence fondamentale |
| ---------------------------------- |
| Études allemandes                  |
| Études anglaises                   |
| Études arabes                      |
| Études chinoises                   |
| Études françaises                  |
| Études hispaniques                 |
| Études islamiques                  |
| Études italiennes                  |
| Études amazighes                   |
| Géographie                         |
| Histoire et Civilisation           |
| Psychologie                        |
| Sociologie                         |

### Filières professionnalisantes
La faculté des lettres et des sciences humaines Ain Chock offre 2 spécialités professionnalisantes qui accueillent chaque année une cinquantaine d'étudiants :
| Spécialités professionnalisantes |
| -------------------------------- |
| Métiers du livre                 |
| Journalisme et médias            |

### Filières formations de Master
Il existe 5 filière de 4 semestres.
| Masters de la faculté                              |
| -------------------------------------------------- |
| Linguística y Literatura Hispánicas                |
| Genre, sociétés et cultures                        |
| Organisations et institutions sociales             |
| علم العقائد و الأديان في تراث علماء الغرب الإسلامي |
| لسانيات عربية تطبيقية                              |

## Zones d'affluence de la faculté
Il s'agit des délégations : 
- Ain Chock
- Hay Hassani
- Anfa